# 일곱개의 별
《일곱개의 별》은 1993년 한국의 아마추어 게임 제작 팀인 중게팀에서 제작한 전략 시뮬레이션 게임이다. 전작인 <세 개의 별>, <하나의 별>에 이은 후속작으로, 시리즈 마지막 작품이다.

## 스토리
전작 <하나의 별>에서 블랙홀 연합군의 침공으로부터 지구를 지키고 달을 되찾은 주인공 조재성은 별 관측소로부터 지구 근처의 우주에 6개의 새로운 인공 행성이 생성되었다는 보고를 받는다. 또한 몇 년 전에 반란군을 쫓아 우주로 갔다가 실종되었던 그의 동생과 둘째 형이 6개의 혹성 어딘가에 잡혀있다는 소문을 듣게 된다.
이에 조재성은 조사대를 파견하였으나, 조사대는 가던 중 우주해적에게 모두 전멸되고 말았다. 조재성은 직접 소문을 확인하고 인공 행성을 조사하기 위해 자신의 전함을 더욱 견고하게 만들기 시작했다. 그러나 지구 방위군은 이번에는 조재성에게 지원하지 않기로 하였다. 다만 조재성의 큰형 조재구는 지구 근처에서 전투가 생기면 도와주기로 약속한다.
곧 조재성의 전함이 완성되고, 6개의 행성을 정벌하기 위한 전투가 시작되었다.

## 등장인물
조재성
이 게임의 주인공으로 4형제 중 3남이다. 행방불명된 자신의 형제를 찾기 위해 전함을 이끌고 행성을 돌아다닌다.
전함 특수 능력으로 현재 체력이 제일 높은 적 1기에 한해 높은 대미지의 포를 발사한다. 전함 내구도는 180
조재구
4형제 중 장남으로 지구 근처에서 조재성을 원호한다. 조재성이 초록 행성에서 그의 애인을 구출한 이후부터는 조재성과 본격적으로 합류한다.
전함 특수 능력으로 모든 적에게 35~40 정도의 대미지를 주는 포를 발사한다. 전함 내구도 175
조재옥
4형제 중 차남으로, 붉은 행성에 붙잡혀 있었다.
전함의 특수 능력으로 모든 부대의 내구도를 30 정도 회복시키는 긴급 수리 능력을 사용한다. 전함 내구도 215
조재헌
4형제 중 막내. 갈색 행성에 붙잡혀 있었다.
전함 특수 능력으로 전 아군에게 얇은 보호막을 전개하는 능력을 사용한다. 전함 내구도 145

## 기능
- 수리 : 지구에서만 가능하며, 아군 전함의 내구도를 회복한다.

- 정보 : 지구를 비롯한 각 행성에서만 가능하며, 게임을 진행하기 위한 단서를 얻을 수 있다. 각 행성당 한 번만 볼 수 있으며, 형제 구출 이벤트를 발생시키기 위해서는 반드시 이 기능을 사용해야 한다.

- 개발 : 지구에서만 가능하며, 과학 기술에 일정액의 금액과 경험을 투자하여 개발력을 높인다. 개발력이 100%가 되면 과학 레벨이 한 단계 높아진다. 과학 레벨이 높을수록 더 강력한 무기와 전함, 보호막을 생산할 수 있으며, 이후 투자금액이 레벨에 비례하여 약간 상승한다.

- 월급 : 승무원들에게 월급을 지급하여 충성도를 높인다. 충성도가 낮을 경우 아군 전함 중 일부가 탈주하게 된다.

- 전함구입 : 전함을 구입할 수 있다. 각 행성마다 구입할 수 있는 전함의 종류가 다르다.

- 무기구입 : 무기를 구입할 수 있다. 과학 레벨이 높으면 구입할 수 있는 무기의 종류가 늘어난다.

- 보호구입 : 보호막을 구입할 수 있다. 과학 레벨이 높으면 구입할 수 있는 보호막의 종류가 늘어난다.

## 전투
이 게임의 전투는 단순히 공격할 목표물을 지정하는 턴 방식의 전투이다. 특수 능력이나 보호막 사용은 플레이어가 마음대로 할 수 없으며 랜덤으로 발동된다. 전함의 내구력이 10 이하일 경우 자폭 공격을 하며 자폭 공격의 대미지는 자폭 공격을 시도하는 측 전함과 방어하는 측 전함의 무기 및 방어막에 따라 다르다.
- 자동 전투 : 모든 전투가 자동으로 이루어진다.
- 수동 전투 : 공격 목표를 플레이어가 직접 지정할 수 있게 된다.
- 도움 요청 : 조재구에게 도움을 요청할 수 있다. 지구와 한 칸 이내 떨어진 대기권에서는 조재구가 100% 도움에 응답한다. 그 이상의 범위에선 참전 확률이 극히 감소하게 된다. 요청 이후에는 자동 전투로 진행된다. 조재구가 조재성의 함대와 합류한 이후부터는 이 기능을 쓸 수 없다.

- 도망가기 : 전투에서 퇴각한다. 행성에서 이루어지는 전투의 경우 퇴각이 불가능하다.

## 무기 목록
- 레이저 : 가장 공격력이 낮은 무기. 50만원.
- 빔 : 레이저보다 약간 공격력이 높다. 100만원.
- 사각빔 : 빔에 비해 공격력이 크게 높은 편이다. 200만원.
- 연발빔 : 빔에서 밀집파괴력을 강화시켜 집중사격하게 해주는 무기. 400만원.
- 레이저포 : 레이저를 강화시켜 포격형태로 만든 포대 무기. 700만원.
- 죽연발포 : 빔을 강화시켜 포격형태로 만든 포대 무기. 1100만원.
- 화염포 : 파괴력이 뛰어난 무기. 1600만원.
- 파동포 : 레이저포와 죽연발포의 장점을 합친 무기로, 가장 공격력이 높다. 2200만원.

## 보호막 목록
- 화염바람 : 기본 방어막. 100만원.
- 자기바람 : 화염바람의 강화판. 200만원.
- 전자바람 : 자기바람의 강화판. 300만원.
- 화자폭풍 : 화염바람과 자기바람을 혼합시킨 방어막. 500만원.
- 화전폭풍 : 화염바람과 전자바람을 혼합시킨 방어막. 700만원.
- 자전폭풍 : 자기바람과 전자바람을 혼합시킨 방어막. 1000만원.
- 합성전자 : 화염바람과 전자바람을 이중으로 시전시킨 방어막. 1200만원.
- 중성전자 : 자기바람과 전자바람을 이중으로 시전시킨 방어막. 1600만원.